# Sông Bereka
Bereka (tiếng Ukraina: Берека) là một sông tại Ukraina, trong ranh giới của các huyện cũ Pervomaiskyi, Lozova và Barvinkove của tỉnh Kharkiv. Đây là chi lưu hữu ngạn của sông Seversky Donets (lưu vực sông Don).

## Mô tả
Chiều dài của sông là 82 km, diện tích lưu vực là 897 km². Sông có đặc điểm giống các sông chảy qua vùng đất thấp (độ dốc của sông là 0,78 m/km). Luồng sông quanh co vừa phải, rộng 5–8 m, có nơi 15–20 m. Sông sâu 0,5-0,8 m, bờ thấp, đáy nhiều bùn, sỏi. Thung lũng sông ở thượng lưu có dạng như một lạch khô đối xứng, rộng khoảng 500 m, thung lũng ở trung lưu rộng 1,5–2 km, ở hạ lưu rộng đến 9 km và các sườn dần dần không đối xứng. Các sườn của thung lũng và các khu vực lân cận của cao nguyên rất phức tạp, với các rãnh và hẻm núi.

## Vị trí
Sông bắt nguồn gần vùng ngoại vi phía tây bắc của làng Bereky. Sông chảy chủ yếu về phía đông nam, ở vùng hạ lưu thì chảy về phía đông. Sông chảy vào Seversky Donets (ở phía đông của làng Petrivskyi) cách nguồn của sông này 634 km.
Các phụ lưu lớn nhất: 2 tả ngạn - Kysil và Lozovenka và 2 hữu ngạn - Velyka Komyshuvakha và Brytai.
Hồ chứa nước Berek với thể tích 9,25 triệu m³ và diện tích bề mặt là 328 ha được xây dựng trên sông. Ở thượng nguồn của sông là Khu bảo tồn Beretsky.

## Lịch sử
Kênh đào Dnepr-Donbas đi qua vùng bãi bồi ở hạ lưu sông Bereka, sau khi xây dựng kênh đào thì các đặc điểm thủy văn của sông Bereka đã bị thay đổi. Do đó, chiều dài giảm từ 102 km (theo các nguồn khác là 113) xuống 82 km, và diện tích lưu vực giảm từ 2.680 km² xuống 897 km².